# Tuliszków
Tuliszków is een stad in het Poolse woiwodschap Groot-Polen, gelegen in de powiat Turecki. De oppervlakte bedraagt 7,04 km², het inwonertal 3406 (2005).